# 将軍達の反乱
将軍達の反乱（しょうぐんたちのはんらん、フランス語: Putsch des Généraux）あるいはアルジェ一揆（アルジェいっき、フランス語: Putsch d'Alger）は、1961年に当時フランス領だったアルジェリア（後のアルジェリア民主人民共和国）で発生したクーデター未遂事件。
シャルル・ド・ゴール大統領のアルジェリア政策に反対するフランス軍の退役将軍4人とその協力勢力が、アルジェリアの首都アルジェを拠点として反乱を計画し、軍事政権の樹立を目指したものである。反乱はアルジェリア戦争只中の1961年4月21日午後から26日まで続いたが、結局失敗に終わった。

## 背景
1830年のフランス軍によるアルジェリア占領の後、1848年にはフランス領アルジェリアとしてフランス行政府が設置された。フランス領アルジェリアでは、ピエ・ノワール（ヨーロッパ系植民者）や同化の元に市民権を付与されたユダヤ教徒、そして一部のムスリム以外は激しい差別の対象とされた。1945年に第二次世界大戦が終結すると、民族自決の思想が世界中の植民地に広まり、宗主国フランスに対する反発が徐々に顕在化し始めた。1946年に勃発した第一次インドシナ戦争でフランス軍はベトミンに敗北し、1954年のジュネーヴ協定によってインドシナ4国は正式に独立した。在アルジェリア仏軍をはじめとするフランス軍やピエ・ノワールは「フランス植民地帝国」の衰退を警戒視し「フランスのアルジェリア」政策を強く支持していた。
1954年11月1日に発生したアルジェリア民族解放戦線 (FLN) の蜂起を引き金にアルジェリア戦争が勃発した。フランス政府は大規模な部隊を派遣して鎮圧を試みたが、FLNによる爆弾テロなどのゲリラ攻撃が頻発し戦争は泥沼化した。ピエール・マンデス＝フランス首相がアルジェリア独立を容認する姿勢を見せると、ピエ・ノワールや在アルジェリア仏軍の間で不穏な空気が醸成されていった。
1958年5月に在アルジェリア仏軍は行政府を掌握し軍政を開始した。アルジェリアから派遣された落下傘部隊がコルシカ島を無血占領し、さらにパリを占領すると脅しをかけた。パリの通りでは左派・右派のデモ隊が衝突しフランス本国の社会も大混乱に陥った。権威を喪失した第四共和制の指導的政治家たちは軍部との妥協案として、下野していたシャルル・ド・ゴール将軍を元首に据えて憲法改正を含む改革を行うことを決定した。こうして第五共和制が成立した。
フランス軍はド・ゴールが断固としてアルジェリア支配を継続すると期待していたが、ド・ゴールは民族自決の流れに逆らうことは不可能であると考えていた。1960年にド・ゴールはアフリカの多くの植民地を独立させ、この年は後に「アフリカの年」として知られるようになった。1961年1月8日に行われた国民投票では、フランス国民の大半がアルジェリアの民族自決に賛成した。この結果を見たミシェル・ドブレ内閣はFLNの政治部門であるアルジェリア共和国臨時政府 (GPRA) と秘密交渉を開始した。

## クーデター計画

### 首謀者
反乱首謀者の4名はいずれもフランス軍を退役した将軍であった。
モーリス・シャール元空軍大将は、第二次世界大戦中の撃墜王である。フランスの降伏後はヴィシー・フランス軍に残留するも、密かにドイツ空軍の情報をロンドンへ送り続けていた。このため自由フランス軍との合流後、当時の英国首相ウィンストン・チャーチルから直々に感状を受け取っている。戦後は在アルジェリア仏空軍の航空隊指揮官として辣腕を振るい、ラウル・サラン大将の後任として在アルジェリア仏軍総司令官を兼ねる第10軍管区総監の職にあった。1960年1月にはシャール攻勢を発動しFLNに大打撃を与えるが、政治的混乱の中で辞任に追い込まれる。その後は同年5月から中央欧州連合軍司令官として勤務し、1961年2月に退役する。
エドモン・ジュオー元空軍大将は、第二次世界大戦中に空軍参謀本部作戦部員として活動した。フランスの降伏後はドイツ軍の捕虜となるも、脱走してレジスタンス運動に参加。1944年に自由フランス軍と合流するまで対独闘争を続けた。戦後も空軍参謀本部の将校として任務に就き、在アルジェリア仏空軍司令官や空軍参謀総長、フランス空軍総監などを歴任し、1960年10月に退役する。
アンドレ・ゼレール元陸軍大将は、ヴィシー・フランス軍及び自由フランス軍で長年兵站将校を務めた人物である。戦後も陸軍に残り、1955年には陸軍参謀総長に就任するも、1956年2月にアルジェリア戦争における補給遅延への抗議を込めて辞任する。1958年のアルジェ動乱に際して召還され、1959年に退役するまで陸軍の主要なポストを歴任した。
ラウル・サラン元陸軍大将は、フランスの植民地支配を統括する植民地省の情報局長として戦間期と第二次世界大戦の緒戦を過ごした。フランスの降伏後もヴィシー・フランス軍植民地軍総司令部に勤務し、アフリカの植民地にて密かに自由フランスへの協力を行っていた。やがて自らの連隊を引き連れて自由フランス軍に参加し数々の激戦を潜り抜け、戦後も第一次インドシナ戦争などに従軍した。アルジェリア戦争では在アルジェリア仏軍総司令官の職にあった。1958年の第四共和制崩壊に際してはシャルル・ド・ゴール将軍の第五共和制の支持を表明したが、肥大し続ける在アルジェリア仏軍の発言力を危険視したド・ゴールはサランを名誉職と見なされていたパリ軍事総督に左遷する。1960年6月、サランは失意のうちに退役する。
このうち、サランはクーデターの主計画作成には参加していないと主張したが、現在までこの反乱は4人のクーデターと考えられ、ドゴールも首謀者を「4人組の老将」("un quarteron de généraux en retraite")と称している。

### 計画
将軍たちは、ミシェル・ドブレ首相がアルジェリア民族解放戦線(FLN)との間に開催した秘密協議に反発して、ついにクーデターを決意した。
彼らのクーデターには2つの段階が計画されていた。
- 1.フランス軍によるアルジェリアの主要都市(コンスタンティーヌ、オラン、アルジェ)の占領。
- 2.フランス本土におけるパリの占領。

フランス本土における作戦では、アントワーヌ・アルグー大佐が指揮するフランス軍落下傘部隊が各地の飛行場を占領する予定だった。しかし、コンスタンティーヌ及びオランの軍司令官はシャールの説得に応じず、クーデターへの参加を拒否した。さらに本土における作戦の詳細は、既に軍情報部を介してドブレの元へ届いていた。

## 経過
1961年4月22日、モーリス・シャール、エドモン・ジュオー、アンドレ・ゼレール、ラウル・サランの四将軍は、アントワーヌ・アルグーとジャン・ガラードの両大佐、および後に秘密軍事組織(OAS)を結成するジョゼフ・オルティスとジャン=ジャック・スジニの協力を得て、アルジェリアにて蜂起した。
シャール将軍はフランス政府の新たな植民地政策を、アルジェリアのフランス人入植者への嘘であり、裏切りであるとして非難した。

フランス本土における拡張政策の保留、それに伴う共和国法及び憲法の改正は、政府による実に露骨で違法な侵害として国民の目に映るであろう。
—モーリス・シャール

### 4月22日
22日未明、エリー・ド・サン・マルク少佐に率いられた第1外人落下傘連隊(1er régiment étranger de parachutistes：およそ1000人で編成され、在アルジェリア仏軍全戦力の3%を占めていた)は、3時間でアルジェの戦略拠点を全て占領した。
4月22日午前7時、アルジェリアの入植者達はラジオから流れる「陸軍はアルジェリアとサハラを掌握せり」というメッセージで目を覚ました。反乱軍の三将軍、すなわちシャール、ジュオー、ゼレールは、政府軍を代表して派遣されたジャン・モラン将軍、運輸大臣ロバート・ブロン、及び一部の市民と軍人を拘束した。この段階ではさらにいくつかの連隊が同調して反乱軍に合流した。
この時、ド・ゴールはジャン・ラシーヌのオペラ「ブリタニキュス」を観劇する為にコメディ・フランセーズ劇場を訪れていた。ちょうど幕間に差し掛かる頃、アフリカ・マダガスカル方面の諜報部長ジャック・フォカールによってクーデタ発生を知らされたド・ゴールはパリ警視庁総監とフランス国家警察長官を兼任するモーリス・パポンに命じて劇場の一室に危機対策本部を設置した。
パリでは反乱に関与していると目されたジャック・フォール将軍ら6人の高級将校と数人の民間人が同時に逮捕された上、全ての飛行場で離着陸が完全に禁止された。午後5時、閣僚評議会において、ド・ゴールは次のように宣言した。

紳士諸君、今回の事件で重要なのは、これが決して深刻な事態ではないという点だ。
—シャルル・ド・ゴール
そして、アルジェリアにおいて非常事態宣言がなされた。フランス共産党や国際労働組合総連合、社会主義支援非政府組織 ヒューマン·ライツ·リーグは、軍のクーデターに反対するデモを執り行った。

### 4月23日
4月23日、サラン将軍がスペインから到着し、左翼政党や民間活動家の武装解除を行った。午後8時、ド・ゴールは第二次世界大戦以来の軍服姿でテレビに出演し、首都やアルジェリアにおけるクーデターに反対せよとフランスの軍民に呼びかけるとともに、大統領非常措置権を定めたフランス共和国憲法第16条を行使する事を発表した。

反乱を起こした勢力は、アルジェリアにて軍事クーデターを宣言し、その体制を確立しつつある……この勢力は、一見して立派な体裁を保っている。すなわち4人組の老将だ。実に偏屈で、野心的で、狂信的な将校の一団である。この4人組はおざなりに結成されたものに過ぎず、ノウハウもまた限られたものに過ぎまい。しかし彼らは、彼ら自身の熱狂が祖国を変え、世界を変えると確信しているのだ。彼らのあまりに冒険的な企ては、やがて必ず国難へと直結する。
私は全フランス紳士に、特に兵士諸君に、彼らの命令を例え一つであろうとも遂行する事を禁ずる。私は父なる地と祖国に不幸が立ちこめる前に、内閣総理大臣、元老院議長、国民議会議長で構成する憲法評議会からの助言を受け、フランス共和国憲法第16条を行使する事を決断したのである。今日から私はこの状況に際し必要であろう全ての手段を行使する。フランスの紳士淑女よ、我に助力を！
—シャルル・ド・ゴール
当時、世界的にもトランジスタラジオが流行の兆しを見せており、フランス軍もアルジェリアで戦う兵士に対して娯楽用として多数のトランジスタラジオを支給していた。支給品のラジオでド・ゴールの言葉を聞いた徴用兵達は、反乱に賛同した職業軍人たちの指示を一斉に拒否した。さらに国際労働組合総連合は反乱に対抗してゼネラル・ストライキを決断し、市民抵抗運動など各地の対反乱運動と協同した。

### 4月24日
4月24日、1958年に自らもクーデターを試みたオラン県副知事Chérif Sid Caraがオラン県議会議長として他の20人の委員と共にクーデターへの支持を表明した。

### 4月25日
4月25日、パリ当局は反乱軍の手に落ちる事を防ぐべく、サハラ砂漠に保管されていた原子爆弾「Gerboise Verte（緑トビネズミ）」の爆発実行を命じた。「Gerboise Verte」は午前6時5分に爆発した。この頃には反乱軍からは徐々に投降する部隊が現れ始めた。

### 4月26日
4月26日、反乱の失敗を悟ったシャール将軍がフランス政府軍に投降する。さらに逃亡を図ったゼレールも間も無く逮捕された。ジュオーとサランは逃亡に成功し、OASに合流する。また反乱が鎮圧された後も、憲法16条がド・ゴールに与えた強権は5ヶ月間維持された。このド・ゴールの勝利は「トランジスタの戦い」「トランジスタの勝利」として報じられた。

## 死傷者
フランス陸軍のピエール・ブリアン軍曹は、アルジェのOuled Fayetにて無線送信機を守りつつ、外人部隊の隊員に射殺された。彼は第1外人落下傘連隊第3中隊のエストゥ大尉に銃を向けた時に射殺されたのだという。

## 裁判と特赦
高等軍事法廷は逮捕されたモーリス・シャールとアンドレ・ゼレールを禁錮15年に処し、ラウル・サランとエドモン・ジュオーには欠席裁判で死刑が言い渡された。逃亡した2人はOASに参加し、1962年4月のエビアン協定妨害などに関与した。しかしやがてOASの組織は崩壊を始め、1962年3月25日にはジュオーが、4月20日にはサランが逮捕される。まもなく高等軍事法廷は彼ら2人に死刑を言い渡したものの、1968年7月には恩赦が与えられ無期懲役に減刑される。1982年11月には彼らの名誉を回復する法案が可決した。ラウル・サラン、エドモン・ジュオー、及びパリで逮捕された6人の将校はこの法律の恩恵を受けた。後にシャール将軍は回想録「我々の反乱」を著した。

## BND及びCIAによる支援に関する論争
フランスや諸外国で、将軍達の反乱を中央情報局(CIA)が支援していたという噂があった。英国の歴史家アリステア・ホーン、フランスのジャーナリストジャン=ジャック・セルバン・シュライバー、フランスの歴史家兼ジャーアンリストジョヌヴィエーブ・タボイス、アメリカのジャーナリストジョセフ・オールソップなどの主張である。
彼らの主張によれば、北アフリカにおける共産主義の台頭やド・ゴールの曖昧な政治的スタンスを危惧したあるCIAの「友人」の援助があってこそ、シャール将軍はクーデターを計画したのだという。
蜂起の2日前にはフィデル・カストロ排除を狙ってピッグス湾上陸を行っている。フランスのジャーナリストパトリック・ピスノは、4人組の老将が西ドイツの情報機関連邦情報局(BND)長官ラインハルト・ゲーレンの支援を受けていたのだと主張している。しかし、実際にはCIAがこのクーデターを支援する事は無く、ジョン・F・ケネディ大統領はド・ゴール側に軍事的援助を含む支援を持ちかけたのである。ただしド・ゴールはこれを断った。またシャール将軍自身はこの決起に当たり海外と接触した事はないと主張した。

## メディア
- French National Audiovisual Institute INA, Les Actualités Françaises - 03/05/1961, Putsch events recap (May 3, 1961)